# Georges Henritunnel
De Georges Henritunnel is een stedelijke tunnel voor het autoverkeer gelegen in de gemeente Sint-Lambrechts-Woluwe aan de oostkant van het Brussels Hoofdstedelijk Gewest. De tunnel maakt deel uit van de Middenring (R21) en loopt onder het kruispunt met de Georges Henrilaan.
De tunnel bevat 2×3 rijstroken en heeft geen middenwand. Er zijn 2 noodnissen aanwezig (één in elke rijrichting), maar geen noodtelefoons. Aan beide inritten kan de tunnel worden afgesloten door middel van een verkeerslicht. Boven iedere inrit is een elektronisch tekstbord aangebracht waarop maximaal 35 tekens kunnen worden weergegeven. Er is ook verlichting aanwezig in de tunnel.
De tunnel wordt op afstand bewaakt door de operatoren van de 24-uurspermanentie MOBIRIS bij de Brusselse wegbeheerder Mobiel Brussel.
Annie Cordytunnel · Baljuwtunnel · Belliardtunnel · Boileautunnel · Deltatunnel · Georges Henritunnel · Hallepoorttunnel · Jubelparktunnel ·Koninginnetunnel · Kortenbergtunnel · Kruidtuintunnel · Kunst-Wettunnel · Louizatunnel · Madoutunnel · Montgomerytunnel · Naamsepoorttunnel · NAVO-tunnel · Pachecotunnel · Reyerstunnel · Rogiertunnel · Stefaniatunnel · Tervurentunnel · Troontunnel · Van Praettunnel · Vleurgattunnel · Wettunnel · Woluwetunnel